# 真田頼昌
真田 頼昌（さなだ よりまさ、生年不詳 - 大永3年3月15日（1523年3月31日））は、室町時代後期（戦国時代初期）の信濃国の豪族。真田幸綱の子とする系図がある。海野氏庶流の出身とされ、今日では真田氏の祖と推定されている。諱は「頼昌」とされるが、これは後世の江戸時代の元禄9年（1696年）成立の「良泉寺矢沢氏系図」が初出である。戦国期真田氏当主の通字は「綱」であることが指摘されるため、問題点が残される。官途名は右馬介、法名は「真田道端居士」。諸説あるが真田綱吉、真田幸綱、矢沢頼綱、常田隆永、鎌原幸定、海野幸景、萩原綱重の父といわれる。

## 略歴
江戸時代中期に信濃国松代藩主・真田家が編纂した「真田家系図書上案」（『真田家文書』）に拠れば、真田氏は清和源氏を発祥とし、滋野氏・海野氏と続き、戦国時代に甲斐武田氏家臣となった「幸隆」（幸綱）が信濃小県郡真田郷を領し「真田」姓を称したという。この系図では「頼昌」の名は記されず、「幸隆」の父を海野棟綱としている。
一方、長野県上田市殿城に所在する矢沢氏の菩提寺である良泉寺に伝わる「良泉寺矢沢氏系図」「良泉寺過去帳」に所見があり、滋野氏の発祥を清和源氏ではなく滋野宿禰に始まる一族としている。さらに、「幸隆」の父を海野棟綱の女婿である「真田頼昌」とし、頼昌の子に「真田幸隆」・矢沢綱頼・常田隆永の三人を記載している。なお、滋野氏の皇胤否定説は江戸中期に新井白石が『藩翰譜』において指摘しており、「良泉寺矢沢氏系図」の成立は近世とされている。
戦国期には海野氏の被官で、永禄10年（1567年）8月に甲斐武田氏家臣が生島足島神社へ奉納した起請文のうち「海野衆」に名が見られる真田綱吉（右馬助）がいる。綱吉は「右馬助」の通称が頼昌と共通することから、頼昌の嫡男とする説がある。
また、頼昌の妻は海野棟綱の娘とされ、高野山蓮華定院『過去帳月坏信州小県分第一』には拠れば法名は「玉窓貞音大禅尼」で、天文9年（1540年）4月26日に死去したとされる。幸綱により高野山で供養が行われており、供養帳の日付は命日ではなく、供養依頼日の可能性も指摘される。また、「己亥」が天文8年（1539年）にあたることから、同年に死去である可能性も指摘される。息子とされる真田幸綱にも海野棟綱の娘を妻とする説もある。
『一徳斎殿御事蹟稿』によれば、真田氏の菩提寺である長野県上田市真田町の長谷寺には頼昌の位牌が安置されていたという。